# Тело будет предано земле, а старший мичман будет петь
«Тело будет предано земле, а старший мичман будет петь» — российский художественный фильм 1998 года. Первая кинопостановка театрального режиссёра Ильи Макарова.

## Сюжет
Действие картины происходит в Санкт-Петербурге 1990-х годов. Актриса Светлана, диджей Максим, «крутой» бизнесмен Игорь, владелица молодёжного клуба Марина оказываются втянутыми в криминальную историю с непредсказуемым итогом. Ставка — тело покойного наркоторговца Капитана, который и после смерти способен причинить немало неприятностей.

## В ролях
| Актёр                     | Роль                           |
| ------------------------- | ------------------------------ |
| Александр Лазарев-младший | Игорь любовник Капитана        |
| Илья Шакунов              | Капитан умерший наркоторговец  |
| Евгения Игумнова          | Светлана                       |
| Андрей Барило             | диджей Макс                    |
| Александр Строев          | приятель Игоря                 |
| Лилия Азаркина            | Марина                         |
| Алексей Севастьянов       | Миша помощник Марины           |
| Сергей Русскин            | Мишель                         |
| Михаил Пореченков         | помощник Марины                |
| Алексей Девотченко        | режиссёр в театре              |
| Станислав Ландграф        | актёр                          |
| Дмитрий Барков            | эпизод                         |
| Елена Воробей             | горничная (в титрах Лебенбаум) |

## Съёмочная группа
- Автор сценария: Константин Мурзенко
- Режиссёр: Илья Макаров
- Оператор: Валерий Мартынов, Генрих Маранджян
- Композитор: Валерий Алахов, Евгений Фёдоров
- Художник: Елена Жукова
- Продюсер: Александр Антипов
- Монтажёр: Ольга Адрианова
- Звукооператор: Эльдар Шахвердиев

## Технические данные
Премьера в кинотеатрах — 1 марта 1998 года. Телевизионная премьера состоялась 6 февраля 2000 года в 0:05 на канале РТР (был указан в телепрограмме за 5 февраля).
Фильм был выпущен на DVD.

## Критика
Картина перегружает карнавальную и «клубную» драматургию Константина Мурзенко глубокомысленными подтекстами и парадоксами. Тем не менее «Тело…» позволяет узнать «странное время» 1990-х гг. в лицо.

## Призы и премии
На VI государственном фестивале «Виват кино России!» в Санкт-Петербурге Александр Лазарев-младший награждён призом за лучшую мужскую роль.